# Віктор де Рікеті, маркіз де Мірабо
Віктор де Рікеті, маркіз де Мірабо (5 жовтня 1715, Пертюї – 13 липня 1789, Аржантей) — французький економіст Фізіократичної школи. Був батьком Оноре, графа де Мірабо та Андре Боніфація Луї Рікеті де Мірабо. Його, на відміну від решти Мірабо, часто називали старшим Мірабо, оскільки у нього був молодший брат Жан-Антуан Рікеті де Мірабо (1717 – 1794).

## Біографія
Мірабо виховувався батьком дуже суворо, і в 1728 році він вступив до армії. Він охоче взяв участь у воєнних кампаніях, але так ніколи і не піднявся вище звання капітана, через те, що не зміг отримати відпустку при дворі, аби придбати комісування в полк. У 1737 році він успадкував сімейну власність після смерті батька і провів кілька приємних років до 1743 року в літературному спілкуванні з Люком де Клап'є, маркізом де Вовенаргом та поетом Лефранком де Помпіньяном, що могло б тривати, якби він не вирішив одружитися заради земельних маєтків. Дамою, чиє майно йому сподобалось, стала Марі-Женев'єв, донька пана де Вассана, бригадного генерала в армії, та вдови маркіза де Совебо. Мірабо одружився, не бачившись з нею до цього, 21 квітня 1743 року. Того ж року Мірабо став кавалером королівського та військового ордену Святого Луї.
Подією, яка змусила Мірабо присвятити себе політичній економії, безсумнівно, була його робота над рукописом «Есеї про загальну природу комерції» Річарда Кентіллона, який він мав у своєму розпорядженні ще в 1740 році. Він поглибив коментарі до цього тексту, який поступово став тим, що отримало назву Ami des hommes .
Перебуваючи в гарнізоні в Бордо, Мірабо познайомився з Монтеск'є (1689—1755) і, звільнившись з армії, написав свою першу роботу «Політичний заповіт» (1747), який заради процвітання Франції пропагував повернення французької аристократії до їхнього старого становища в часи Середньовіччя. У 1749 році народився його син Оноре Габріель. У 1750 році за «Заповітом» вийшла друком його наступна книга «Utilité des états provinciaux», яку приписували самому Монтеск'є. У 1756 році Мірабо зробив свою першу появу в якості політичного економіста публікацією «Друг людини, або трактат про населення». Цю роботу часто пояснювали зовнішнім впливом, частково навіть приписуючи цей вплив Кене, засновнику економічної школи фізіократів.
Мірабо визнав лідером політичної думки принц Леопольд Тосканський, згодом імператор, і король Швеції Ґустав III, який в 1772 році надіслав йому Великий Хрест Ордена Вази .
Шлюб його, проте, не був щасливим; він розлучився зі своєю дружиною в 1762 році, яку, як він вважав, надійно забезпечив в провінції завдяки летр-де-каше, однак в 1772 році вона раптово з'явилась у Парижі та розпочала процедуру розлучення. Одна з його дочок заохотила його дружину піти на цей крок. Він всіляко бажав замовчати цю справу, якщо це було можливо, заради пані де Паї, швейцарської леді, яку він кохав з 1756 року. Але дружина не бажала дати йому спокій; її прохання було відхилено в 1777 році, але вона відновила свій позов, який було задоволено в 1781 році. Цей судовий процес цілком підірвав здоров'я маркіза, а також його становище; він продав свій маєток у Біньйоні та найняв будинок в Аржантеї, де прожив спокійно до самої смерті.
Молодший брат маркіза, Жан Антуан Рікетті, бейлі (помер у 1794 р.), з відзнакою служив на флоті, однак його брутальні манери унеможливили успіх при дворі. У 1763 році він став генералом галер Мальти. У 1767 році він повернувся до Франції і взяв на себе управління замком Мірабо, допомагаючи маркізу в його катастрофічних судових справах.
Мірабо отримав прізвисько «Друг людини», після його роботи L'Ami des Hommes. 